# Les Eyzies-de-Tayac-Sireuil
Pour les articles homonymes, voir Tayac (homonymie).
Les Eyzies-de-Tayac-Sireuil est une ancienne commune française située dans le département de la Dordogne, en région Nouvelle-Aquitaine.
Au 1er janvier 2019, elle est intégrée à la commune nouvelle des Eyzies en tant que commune déléguée.

## Géographie

### Généralités
Dans le quart sud-est du département de la Dordogne, en Périgord noir, la commune déléguée des Eyzies-de-Tayac-Sireuil s'étend sur 37,44 km2. Représentant les parties est et sud de la commune nouvelle des Eyzies, elle est arrosée par la Vézère et par deux de ses affluents : la Beune et le Manaurie.
L'altitude minimale avec 55 mètres se trouve localisée à l'extrême ouest, près du lieu-dit le Peuch, là où la Vézère quitte la commune et sert de limites entre celles de Campagne et de Saint-Cirq. L'altitude maximale avec 245 mètres est située à l'est, en bordure de la commune de Marquay, au nord du lieu-dit le Gat. Sur le plan géologique, le sol se compose principalement de calcaires du Crétacé, avec des alluvions holocènes recouvrant les vallées de la Beune, du Manaurie et de la Vézère.
La commune est accessible par le réseau SNCF à la gare des Eyzies, et par l'autoroute A89, sortie no 16 Périgueux-Est (axe Bordeaux – Périgueux) puis par les (routes départementales (RD) 710 et 47, ou encore  via Terrasson, sortie no 18 (axe Lyon – Terrasson-Lavilledieu), Le Lardin-Saint-Lazare et Montignac par les RD 6089, 704 et 706 .
Implanté au confluent de la Vézère et de la Beune, à l'intersection des RD 47, 48 et 706, le bourg des Eyzies est situé, en distances orthodromiques, sept kilomètres à l'est-nord-est du Bugue et dix-sept kilomètres à l'ouest-nord-ouest de Sarlat-la-Canéda, la sous-préfecture.
Trois sentiers de grande randonnée traversent le territoire communal : en provenance du Bugue et de Saint-Cirq à l'ouest, le GR 6 passe devant l'abri de Cro-Magnon puis dans le bourg des Eyzies et continue vers l'est vers Marquay et Sarlat-la-Canéda, passant au bourg de Sireuil et au pied du château de Commarque ; en provenance de Tursac au nord, le GR 36 passe également dans le bourg des Eyzies où il fait tronçon commun avec le GR 64, continuant vers le sud vers Meyrals et Saint-Cyprien.
Dans le département de la Dordogne, la température la plus élevée a été enregistrée les 4 et 5 août 2003 aux Eyzies-de-Tayac-Sireuil, avec 43 °C.

### Communes limitrophes
En 2018, année précédant la création de la  commune nouvelle des Eyzies, Les Eyzies-de-Tayac-Sireuil était limitrophe de neuf autres communes, dont Saint-André-d'Allas au sud-est sur 300 mètres.
| Manaurie   | Tursac                      | Peyzac-le-Moustier  |
| Saint-Cirq | des Eyzies-de-Tayac-Sireuil | Marquay             |
| Campagne   | Saint-Cyprien — Meyrals     | Saint-André-d'Allas |

## Urbanisme

### Prévention des risques
Un plan de prévention du risque inondation (PPRI) a été approuvé en 2000 pour la Vézère — qui traverse la commune du nord-est au sud-ouest — aux Eyzies-de-Tayac-Sireuil, affectant ses rives jusqu'à une largeur pouvant dépasser les 400 mètres au niveau des Eymaries, ainsi que les parties aval de ses affluents le Manaurie (les 650 derniers mètres) et la Beune (les 300 derniers mètres),.

### Villages, hameaux et lieux-dits
Outre le bourg des Eyzies proprement dit, le territoire se compose d'autres villages ou hameaux, ainsi que de lieux-dits :
- Abri du Cro Magnon
- Abri Pataud
- Abri du Poisson
- le Banquet
- la Barbarie
- la Bassetie
- Belsaud
- Beune
- le Bil
- la Borderie
- la Borie
- la Borie du Brel
- le Brel
- la Bruyère
- la Cabane
- Cabrillac
- Calimon
- le Coderc
- la Calavie
- le Combal
- les Combarelles
- la Combe
- la Cour
- Cournazac
- le Coustal
- la Couze
- Cros de Biscot
- la Croix de Legal
- les Eymaries
- Falaise du Cingle
- Fonluc
- Font de l'Auzelou
- Font de Gaume
- les Fontenelles
- Fontvialane
- la Forge
- les Fosses
- la Garde
- la Gaubert
- les Girouteaux
- Gorge d'Enfer
- Grabou
- la Grange
- la Grangette
- le Grel
- la Grenouille
- Grotte du Grand Roc
- les Guignes
- les Jarjottes
- Laugerie-Basse
- Laugerie-Haute
- Lespare
- le Mas
- la Mazetie
- les Merliauds
- la Micoque
- le Moulin de Pagenal
- la Mouthe
- Pagenal
- le Pech
- Pecheyrou
- le Peuch
- Peyreblanque
- Piot
- Planège
- Prunerède
- Queylou
- le Repaire
- la Rivière
- Roc de Laumède
- la Rosière
- la Rougerie
- la Rouquette
- les Savies
- le Secadou
- les Serres
- Tayac
- le Téoulet
- les Tourneries
- les Tours
- Tremoulède
- la Valette.

À ceux-ci s'ajoutent les villages, hameaux et lieux-dits de Sireuil.

## Toponymie
En occitan, la commune porte le nom de Las Aisiás de Taiac e Siruèlh.

## Histoire
Le site des Eyzies-de-Tayac-Sireuil est habité depuis le Paléolithique.
En 1905, la commune de Tayac prend le nom de Les Eyzies-de-Tayac.
Elle fusionne ensuite au 1er janvier 1973 avec la commune de Sireuil sous le nouveau nom de Les Eyzies-de-Tayac-Sireuil. Sireuil conserve le statut de commune associée et, à ce titre, élit un maire délégué qui siège obligatoirement au conseil municipal des Eyzies-de-Tayac-Sireuil.
Au 1er janvier 2016, la commune passe dans la région Nouvelle-Aquitaine à la suite de la fusion de sa région, l'Aquitaine; avec les régions Poitou-Charentes et Limousin.
Le 11 octobre 2018, la commune nouvelle des Eyzies résultant de la fusion de la commune des Eyzies-de-Tayac-Sireuil avec Manaurie et Saint-Cirq est créée pour une prise d'effet au 1er janvier 2019.

## Politique et administration

### Rattachements administratifs
La commune de Tayac a, dès 1790, été rattachée au canton de Marquay qui dépendait du district de Sarlat jusqu'en 1795, date de suppression des districts. Lorsque ce canton est supprimé par la loi du 8 pluviôse an IX (28 janvier 1801) portant sur la « réduction du nombre de justices de paix », la commune est rattachée au canton de Saint-Cyprien dépendant de l'arrondissement de Sarlat (devenu l'arrondissement de Sarlat-la-Canéda en 1965).
Tayac change de nom pour Les Eyzies-de-Tayac en 1905 puis s'associe avec Sireuil en 1973, devenant Les Eyzies-de-Tayac-Sireuil.

### Intercommunalité
Fin 2000, Les Eyzies-de-Tayac-Sireuil intègre la communauté de communes Terre de Cro-Magnon. Celle-ci est dissoute au 31 décembre 2013 et remplacée au 1er janvier 2014 par la communauté de communes de la Vallée de l'Homme.

### Administration municipale
La population de la commune étant comprise entre 500 et 1 499 habitants au recensement de 2011, quinze conseillers municipaux ont été élus en 2014,. Ceux-ci sont membres d'office du  conseil municipal de la commune nouvelle des Eyzies, jusqu'au renouvellement des conseils municipaux français de 2020.

### Liste des maires

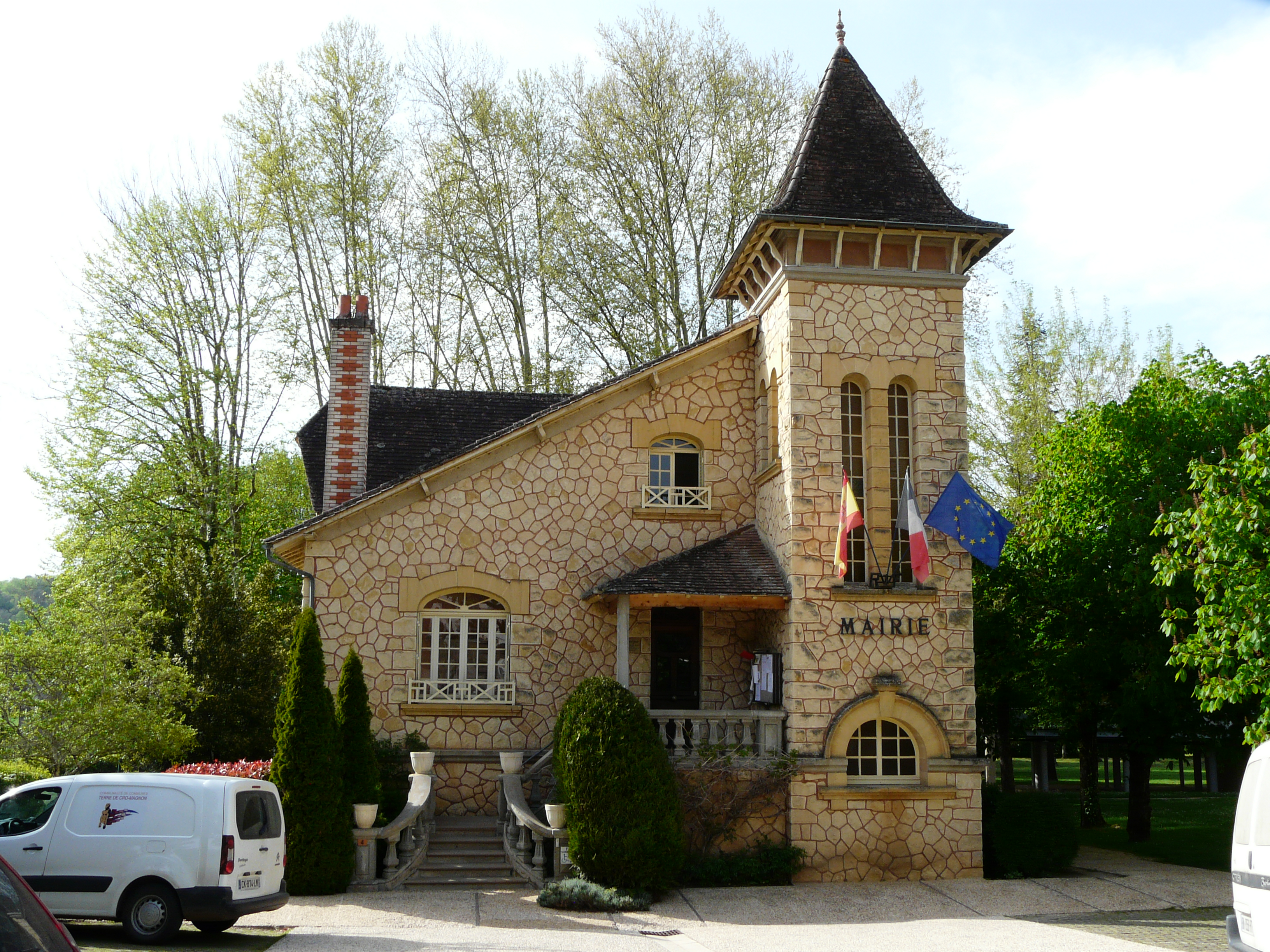
La mairie.

| Période                                  | Période | Identité                          | Étiquette | Qualité                              |
| ---------------------------------------- | ------- | --------------------------------- | --------- | ------------------------------------ |
| Les données manquantes sont à compléter. |         |                                   |           |                                      |
| 1790                                     | 1796    | Pierre Lesvignes                  |           |                                      |
| 1796                                     | 1800    | Bernard Souffron                  |           |                                      |
| 1800                                     | 1804    | Mercier Pageyral                  |           |                                      |
| 1804                                     | 1813    | Bernard Souffron                  |           |                                      |
| 1813                                     | 1813    | Antoine Magot                     |           |                                      |
| 1813                                     | 1816    | Charles Beauroyre de Villac       |           |                                      |
| 1816                                     | 1830    | Frédéric Beauroyre de Villac      |           |                                      |
| 1830                                     | 1833    | Léonard Mercier Pageyral          |           |                                      |
| 1833                                     | 1847    | Festugière                        |           |                                      |
| 1847                                     | 1848    | François Manet                    |           |                                      |
| 1848                                     | 1852    | François Édouard Mercier Pageyral |           |                                      |
| 1852                                     | 1852    | Robert Mercier                    |           |                                      |
| 1852                                     | 1856    | Jean Eugène Festugière            |           |                                      |
| 1856                                     | 1870    | François Édouard Mercier Pageyral |           |                                      |
| 1870                                     | 1873    | Robert Esclafer                   |           |                                      |
| 1873                                     | 1874    | Henri Aublanc                     |           |                                      |
| 1874                                     | 1878    | François Édouard Mercier Pageyral |           |                                      |
| 1878                                     | 1890    | Léo Pageyral                      |           |                                      |
| 1890                                     | 1892    | Pierre Beyne                      |           |                                      |
| 1892                                     | 1904    | Pierre Lesvignes                  |           |                                      |
| 1904                                     | 1919    | Jean Barry                        |           |                                      |
| 1919                                     | 1942    | Théodore Pierre Lesvignes         |           |                                      |
| 1942                                     | 1944    | Jean Valés                        |           |                                      |
| 1944                                     | 1945    | Jean Esclafer                     |           | Représentant du Comité de libération |
| 1945                                     | 1962    | Théodore Pierre Lesvignes         |           |                                      |
| 1962                                     | 1971    | Charles Dufour                    |           |                                      |
| 1971                                     | 1972    | Jean Guichard                     |           |                                      |

| Période                                  | Période       | Identité         | Étiquette | Qualité |
| ---------------------------------------- | ------------- | ---------------- | --------- | --- |
| Les données manquantes sont à compléter. |               |                  |           | |
| 1973                                     | 1989          | Jean Guichard    |           | |
| 1989                                     | 1995          | Pierre Merlhiot  |           | Enseignant |
| mars 1995                                | décembre 2018 | Philippe Lagarde | SE        | Conseiller financier Président de la CC Terre de Cro-Magnon (2008 – 2013) Président de la CC de la Vallée de l'Homme (depuis 2014) |

| Période                          | Période  | Identité         | Étiquette | Qualité                                                                       |
| -------------------------------- | -------- | ---------------- | --------- | ----------------------------------------------------------------------------- |
| janvier 2019 (réélu en mai 2020) | En cours | Philippe Lagarde | SE        | Conseiller financier Président de la CC de la Vallée de l'Homme (depuis 2014) |

### Instances judiciaires
Dans les domaines judiciaire et administratif, la commune des Eyzies-de-Tayac-Sireuil relève : 
- du tribunal d'instance et du tribunal paritaire des baux ruraux de Sarlat-la-Canéda ;
- du tribunal de grande instance, du tribunal pour enfants, du conseil de prud'hommes, du tribunal de commerce de Bergerac ;
- de la cour d'assises et du tribunal des affaires de Sécurité sociale de la Dordogne ;
- de la cour d'appel, du tribunal administratif et de la cour administrative d'appel de Bordeaux.

### Jumelages

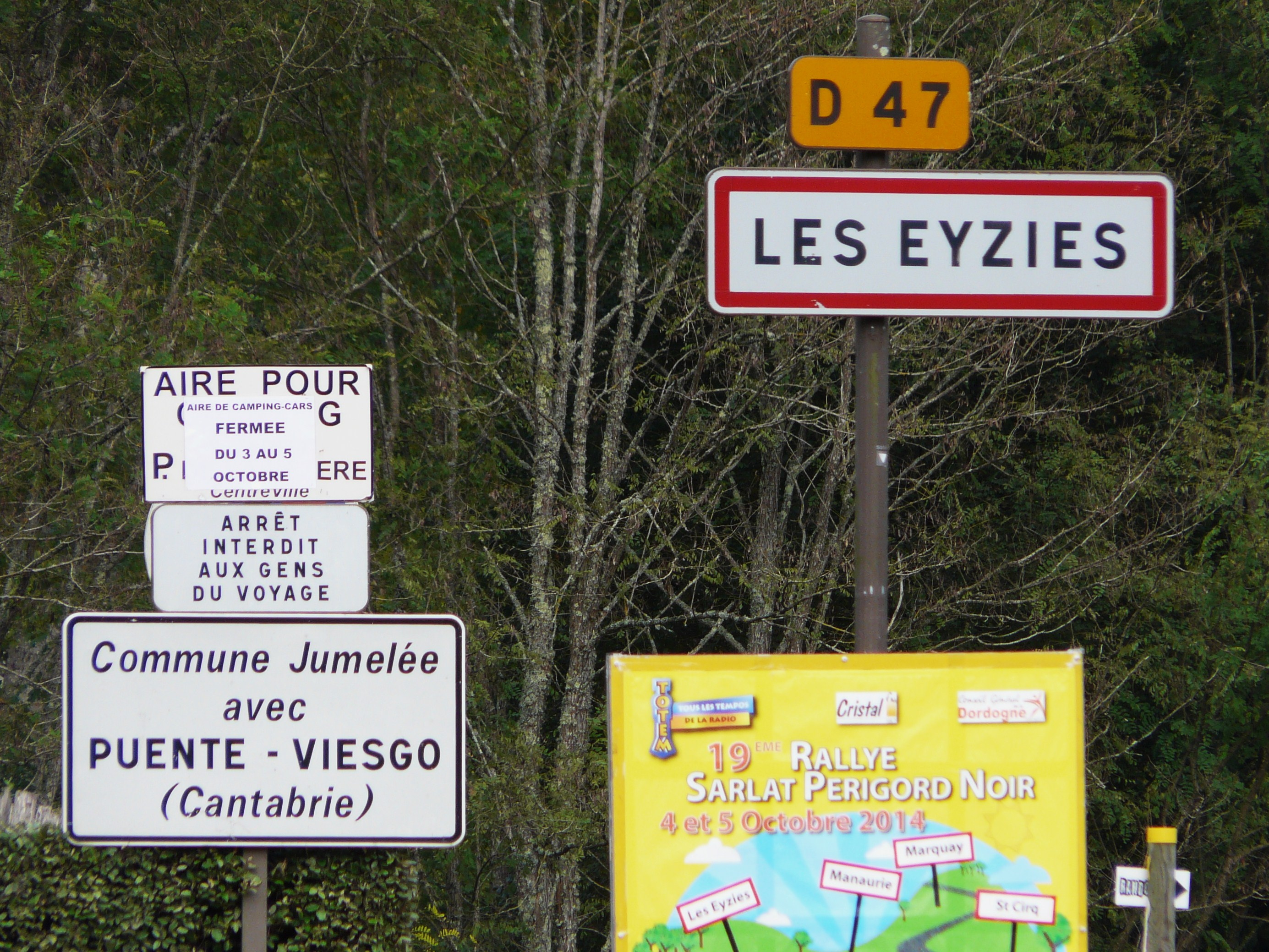
Panneau de jumelage des Eyzies-de-Tayac.

Puente Viesgo (Espagne) depuis 1994.

### Politique environnementale
Dans son palmarès 2018, le Conseil national des villes et villages fleuris de France a attribué une fleur à la commune au Concours des villes et villages fleuris.

## Projets locaux
La commune est au cœur d'un vaste projet de valorisation utilisant le thème de la Préhistoire comme support de développement local. Ce projet est le fruit de l'intervention de l'État, du Conseil général de la Dordogne et du Conseil régional d'Aquitaine. Il se concrétise sur le terrain par le Pôle International de la Préhistoire (PIP), structure de pilotage opérationnel du projet.

## Population et société

### Démographie
Les habitants des Eyzies-de-Tayac-Sireuil se nomment les Eyzicois.
La commune de Tayac change de nom et devient « Les Eyzies-de-Tayac » en 1905.
Jusqu'en 1972, les communes de Sireuil et Les Eyzies-de-Tayac étaient indépendantes. Le 1er janvier 1973, la commune des Eyzies-de-Tayac devient « Les Eyzies-de-Tayac-Sireuil » lorsqu'elle s'associe à la commune de Sireuil.

#### Démographie de Tayac, puis des Eyzies-de-Tayac, puis des Eyzies-de-Tayac-Sireuil
En 2018, dernière année en tant que commune indépendante, Les Eyzies-de-Tayac-Sireuil comptait 838 habitants. À partir du XXIe siècle, les recensements des communes de moins de 10 000 habitants ont lieu tous les cinq ans (2007, 2012, 2017 pour Les Eyzies-de-Tayac-Sireuil). Depuis 2006, les autres dates correspondent à des estimations légales.
Au 1er janvier 2022, la commune déléguée des Eyzies-de-Tayac-Sireuil compte 852 habitants.
| 1793 | 1800 | 1806 | 1821 | 1831  | 1836  | 1841  | 1846  | 1851  |
| ---- | ---- | ---- | ---- | ----- | ----- | ----- | ----- | ----- |
| 923  | 936  | 900  | 990  | 1 162 | 1 229 | 1 289 | 1 320 | 1 347 |

| 1856  | 1861  | 1866  | 1872  | 1876  | 1881  | 1886  | 1891  | 1896  |
| ----- | ----- | ----- | ----- | ----- | ----- | ----- | ----- | ----- |
| 1 450 | 1 429 | 1 264 | 1 159 | 1 331 | 1 342 | 1 373 | 1 303 | 1 215 |

| 1901  | 1906  | 1911  | 1921 | 1926 | 1931 | 1936 | 1946  | 1954  |
| ----- | ----- | ----- | ---- | ---- | ---- | ---- | ----- | ----- |
| 1 192 | 1 132 | 1 123 | 944  | 994  | 955  | 954  | 1 066 | 1 028 |

| 1962 | 1968 | 1975 | 1982 | 1990 | 1999 | 2006 | 2007 | 2012 |
| ---- | ---- | ---- | ---- | ---- | ---- | ---- | ---- | ---- |
| 958  | 877  | 886  | 858  | 853  | 909  | 848  | 839  | 822  |

| 2017 | 2018 | - | - | - | - | - | - | - |
| ---- | ---- | - | - | - | - | - | - | - |
| 834  | 838  | - | - | - | - | - | - | - |

### Enseignement
Fin 2018, la commune dispose du groupe scolaire « Séverin-Blanc » regroupant écoles maternelle et élémentaire.

## Économie
Les données économiques des Eyzies-de-Tayac-Sireuil sont incluses dans celles de la commune nouvelle des Eyzies.

## Culture locale et patrimoine

### Lieux et monuments
- L'Homme primitif est une statue de Paul Dardé, inaugurée en 1931 et placée sur une plate-forme naturelle qui domine le village des Eyzies ; on peut l'approcher lors de la visite du musée national de Préhistoire ; cette œuvre de trois mètres de haut et de cinq tonnes a été sculptée dans un seul bloc ; elle représente un homme de Néandertal et non pas un homme de Cro-Magnon, ainsi surnommé localement à cause de la proximité de l'abri de Cro-Magnon[24], distant de moins d'un kilomètre.

#### Sites naturels
- Grotte du Grand Roc, grotte avec des cristallisations excentriques naturelles comparables à des coraux.

#### Sites préhistoriques
La commune compte de nombreux sites archéologiques préhistoriques dont :
- la grotte de Font-de-Gaume, dernière grotte avec des peintures polychromes préhistoriques encore ouverte à la visite dans la région
- la grotte des Combarelles
- la grotte de la Mouthe
- la grotte de Bernifal
- le gisement de la Micoque : on y a découvert de nombreux témoignages des industries lithiques du Paléolithique (Tayacien, Micoquien et Moustérien)
- l'abri Armand Chadourne, du nom de son propriétaire[25]
- l'abri Audi
- l'abri de Cro-Magnon, site éponyme de l'homme de Cro-Magnon.
- l'abri Pataud, site étudié sous la responsabilité du muséum national d'histoire naturelle. La séquence stratigraphique comprend des niveaux du Paléolithique supérieur avec en particulier, de bas en haut, de l'Aurignacien, du Gravettien et du Protomagdalénien
- Laugerie-Basse et Laugerie-Haute : sites paléolithiques
- l'abri du Poisson
- la gorge d'Enfer, site naturel protégé, origine de la plus ancienne source d'eau connue en Europe[réf. nécessaire], ainsi que l'un des plus grands abris naturels du monde[réf. nécessaire].
- les grottes du Roc de Cazelle constituent un site troglodytique occupé depuis la Préhistoire jusqu'en 1960[réf. souhaitée].

Nombre de ces sites ont été classés au patrimoine mondial par l'Unesco en tant que « sites préhistoriques et grottes ornées de la vallée de la Vézère ». La découverte de ces abris dans un rayon restreint autour des Eyzies, leur exploration méthodique et l'étude des gisements qu'ils recèlent ont permis à la préhistoire de s'ériger en science et expliquent que la ville revendique le statut de capitale mondiale de la préhistoire, comme le rappellent les dépliants publicitaires.

#### Musée
Le musée national de Préhistoire, où sont conservés de nombreuses découvertes préhistoriques, se trouve au cœur du village. Très riche en silex taillés, il s'adresse particulièrement aux spécialistes.

#### Sites historiques
- Château de Commarque, XIIe XIVe et XVe siècles, classé, visitable.
- Château de Tayac et ses dépendances, XIIe XIVe et XVe siècles, classé.
- Le fort troglodytique du Roc de Tayac, datant du Moyen Âge, a été transformé en restaurant (« Auberge du Paradis ») au début du XXe siècle puis a abrité un Musée de la Spéléologie en 1970[27]. Il a été acheté en 2010 puis aménagé par Jean-Max Touron, déjà propriétaire de plusieurs autres sites du Périgord, et a ouvert au public fin 2020[28],[29].

#### Patrimoine religieux
- L'église fortifiée Saint-Martin de Tayac, classée au titre des monuments historiques en 1895[30].
- L'église Saint-Marcel de Sireuil du XIIe siècle, classée au titre des monuments historiques en 1974[31].
- La chapelle Saint-Jean (en ruines) du château de Commarque, XIIe, XIVe et XVIIe siècles.

### Personnalités liées à la commune
- Homme de Cro-Magnon
- Claire Athias-Henriot (1921-2004), acarologiste morte aux Eyzies-de-Tayac-Sireuil.
- Robert Filliou (-1926-1987), mort aux Eyzies-de-Tayac-Sireuil.

Les pionniers de l'archéologie :

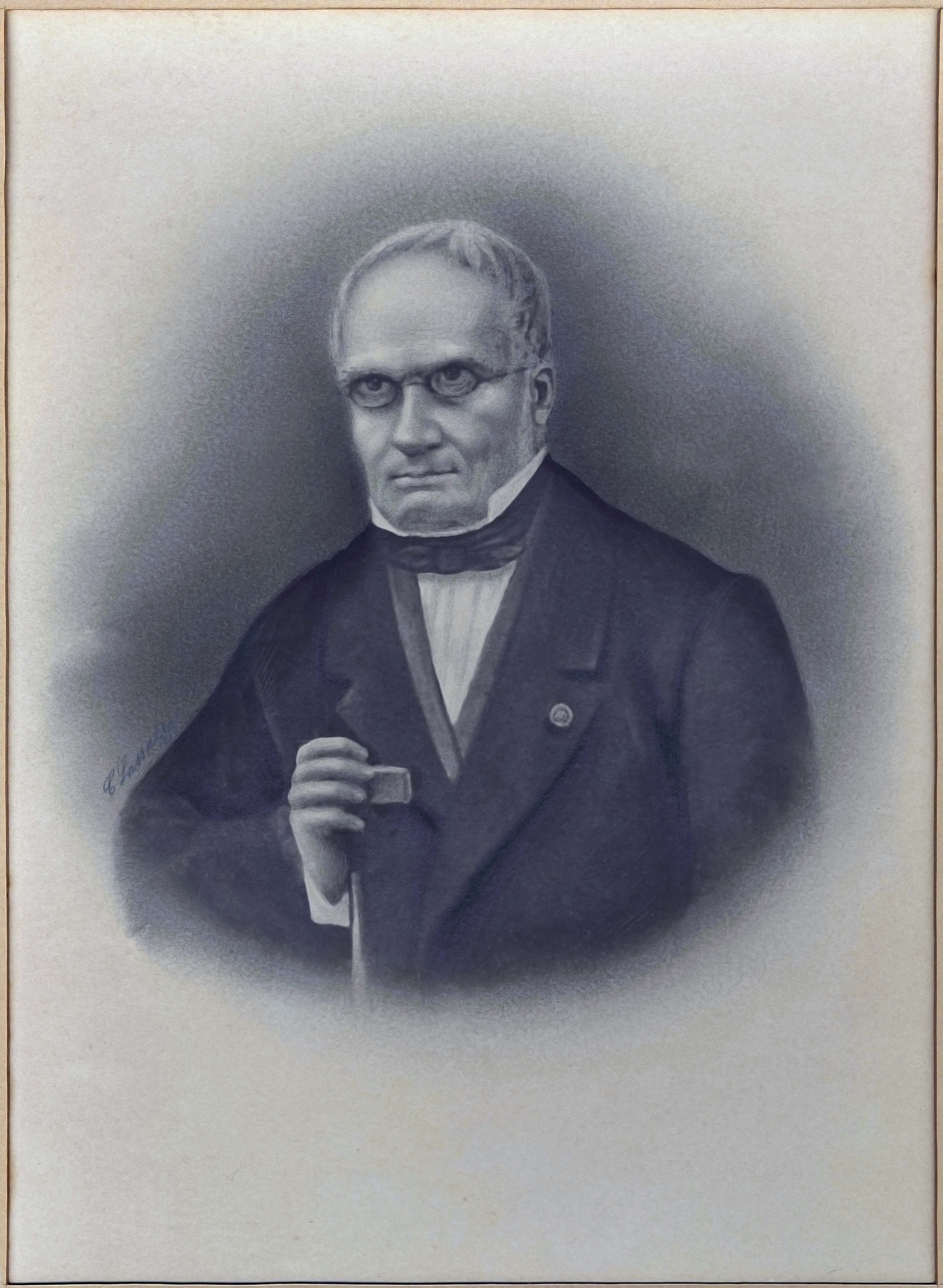
Louis et Édouard Lartet
- Denis Peyrony
- Élie Peyrony
- Henri Breuil
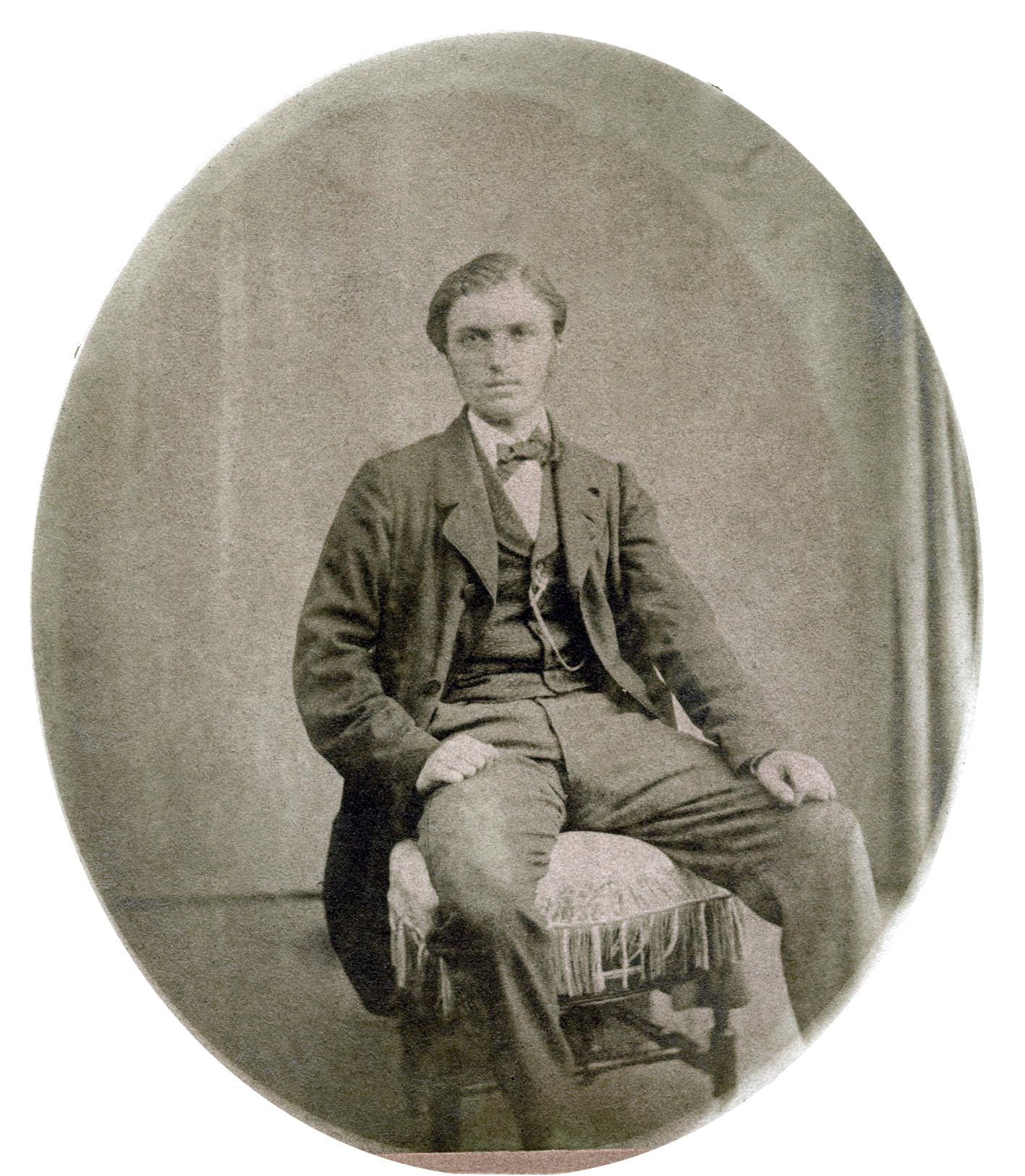
Louis Capitan

- Édouard Lartet
- Louis Lartet

### Héraldique
| Blason de Les Eyzies-de-Tayac-Sireuil | Blason  | De gueules à un portail d'église fortifiée (celle de Tayac), accostée de deux statues affrontées (à dextre, la Vénus de Sireuil et à senestre l'Homme Primitif des Eyzies) le tout d'argent ; à la champagne ondée d'azur* chargée de deux fasces ondées d'or. |
| Blason de Les Eyzies-de-Tayac-Sireuil | Détails | * Il y a là non-respect de la règle de contrariété des couleurs : ces armes sont fautives (azur sur gueules). Création C. Buty G. Bochet, adoption en 2015. |

## Galerie

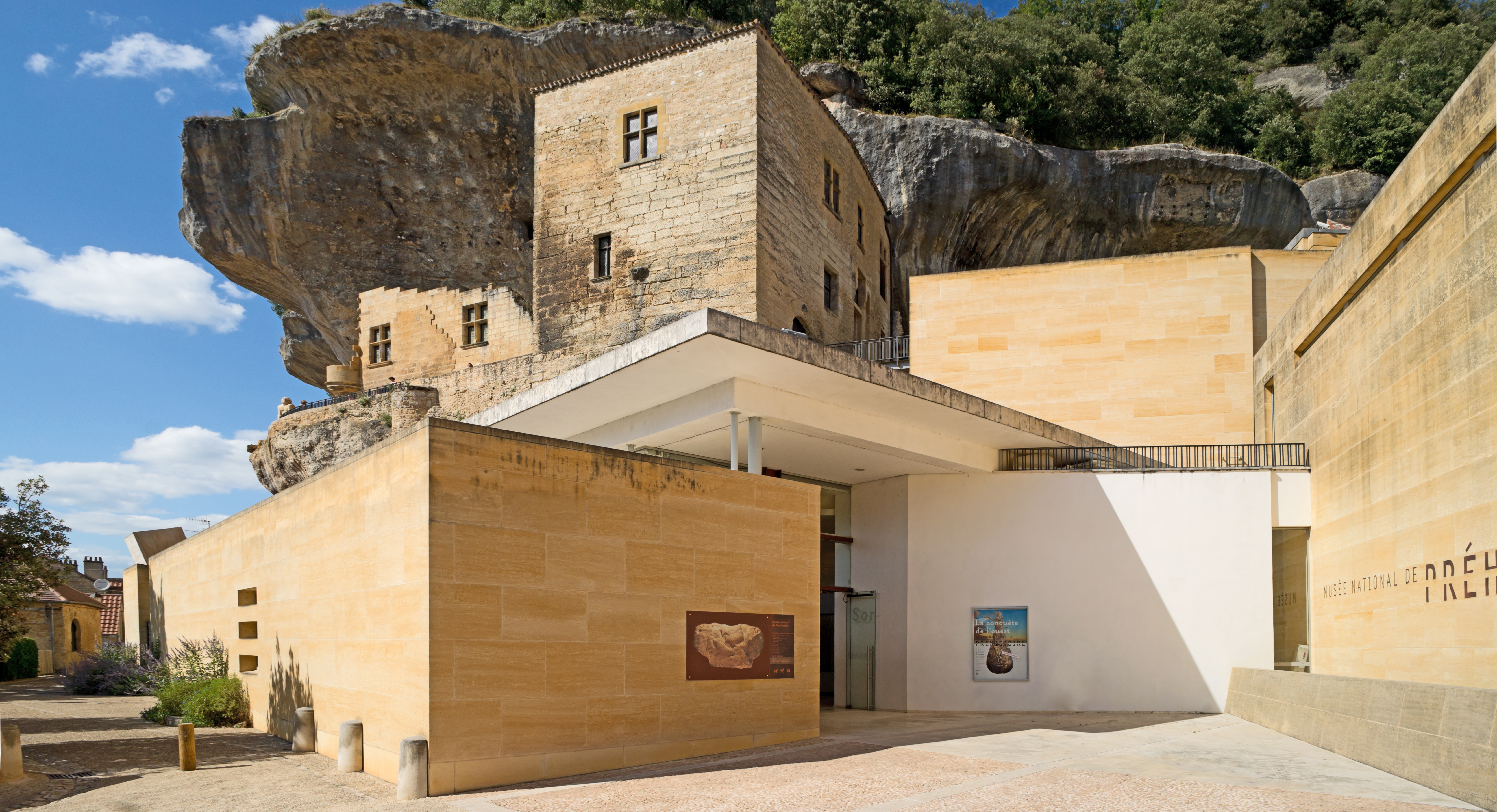
Musée national de Préhistoire
Abri Pataud
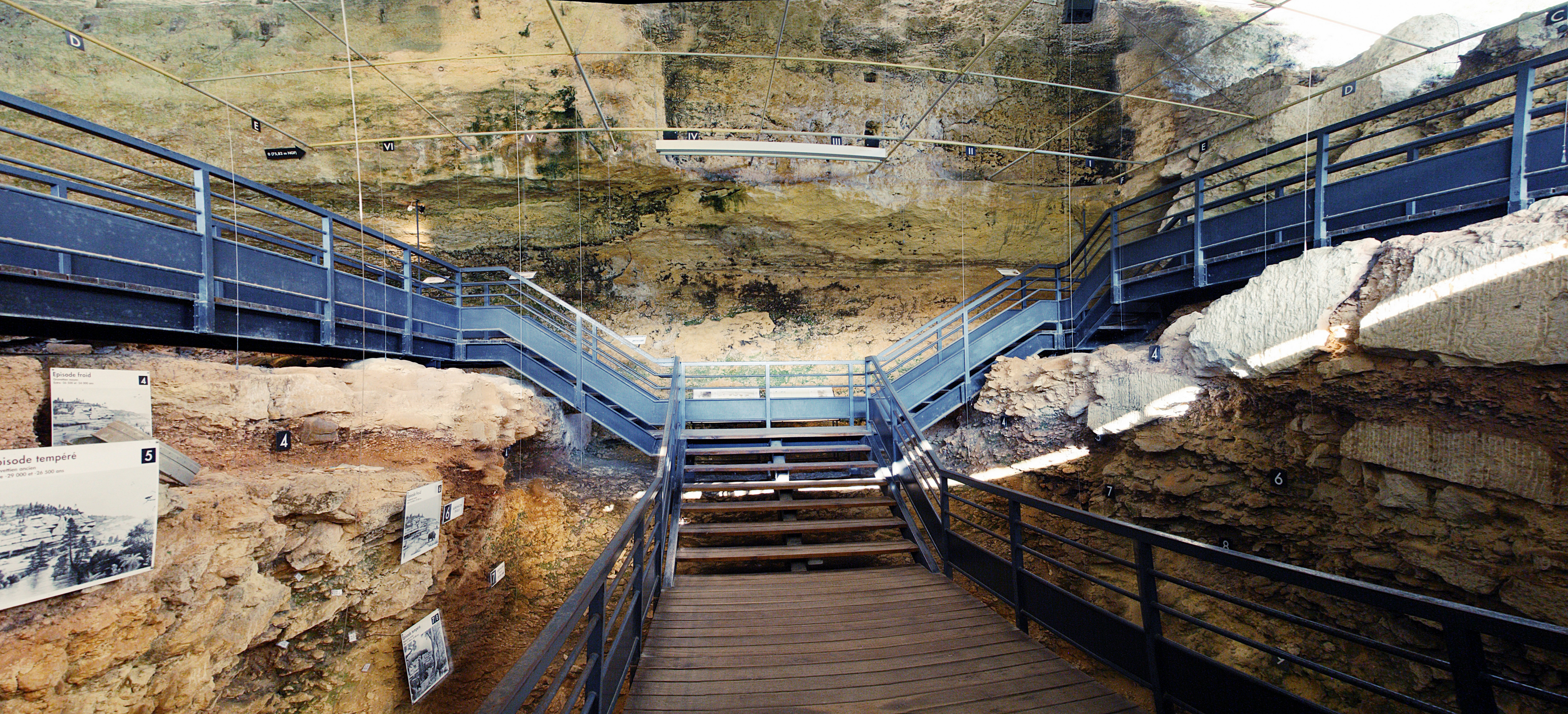
Abri Pataud
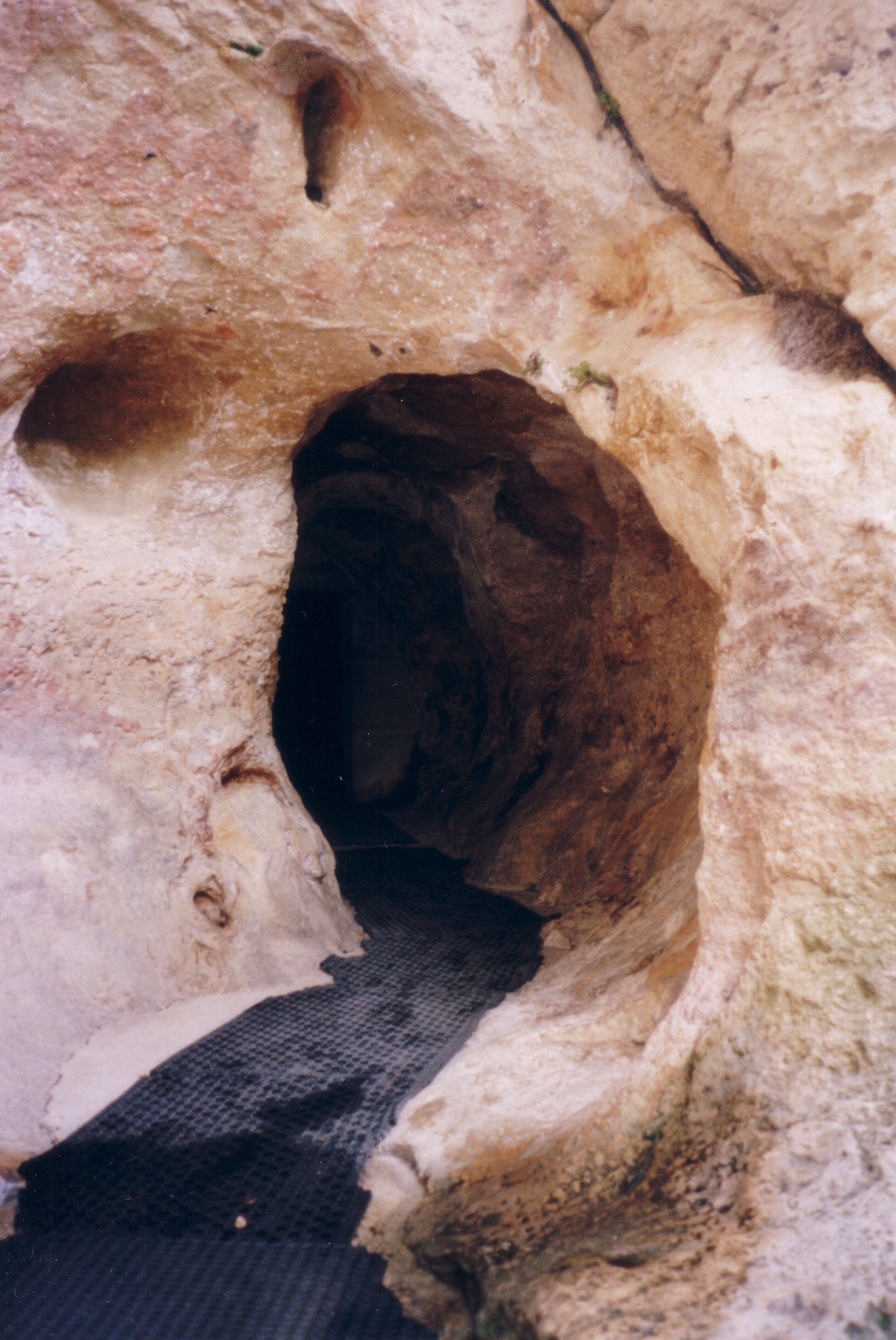
Grotte de Font-de-Gaume
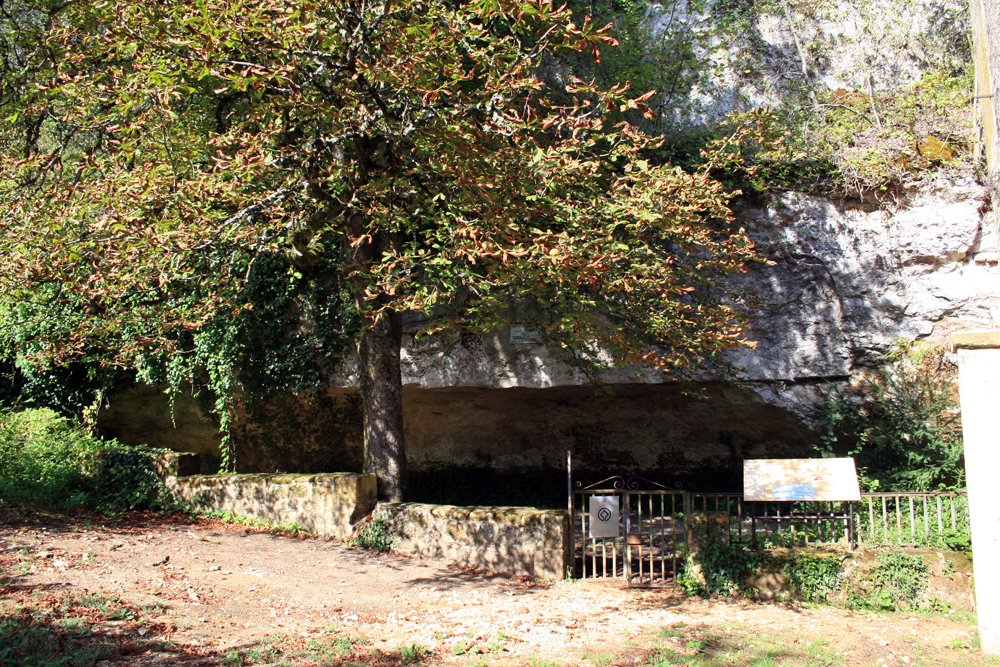
Abri de Cro-Magnon
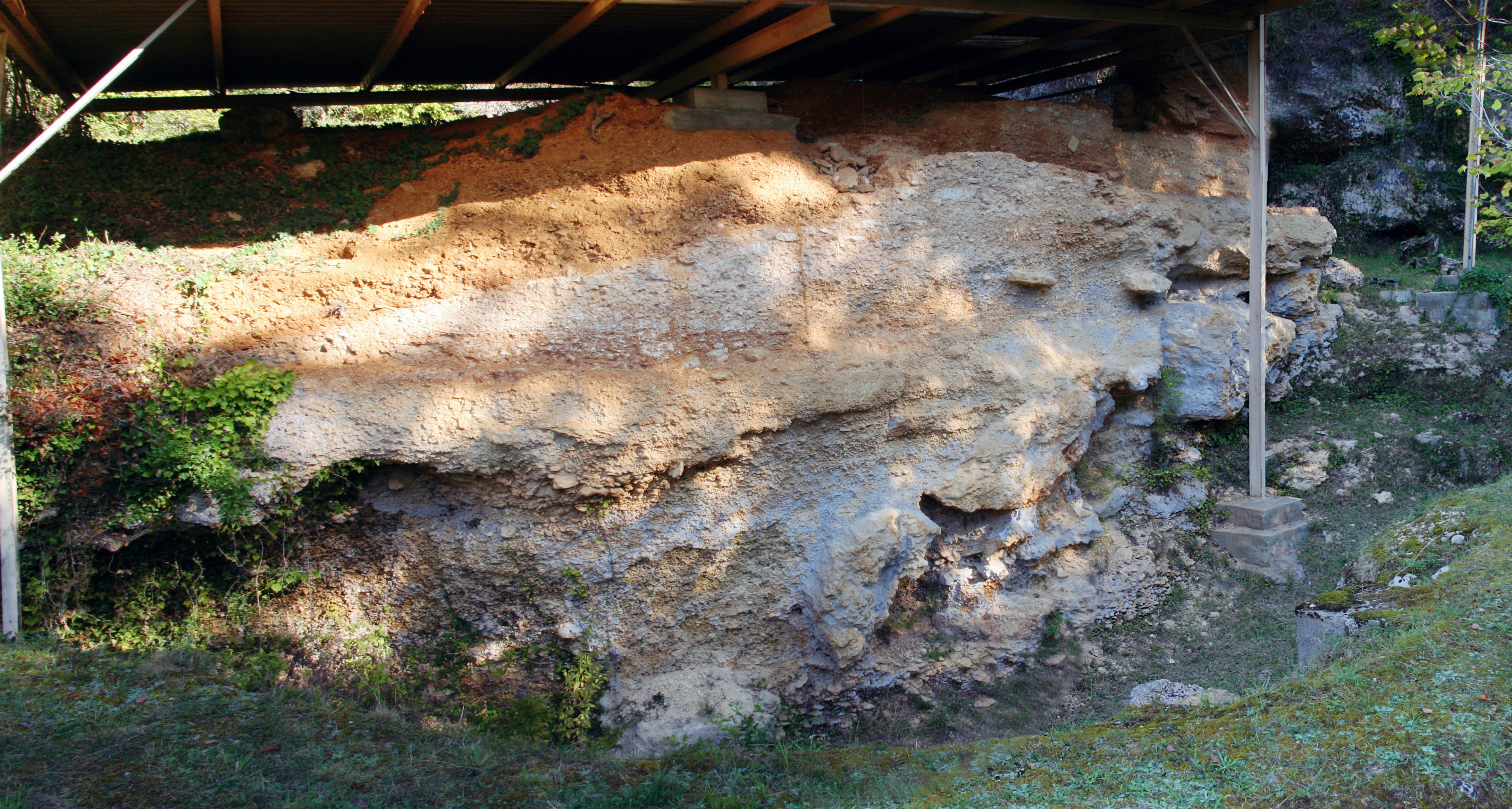
La Micoque
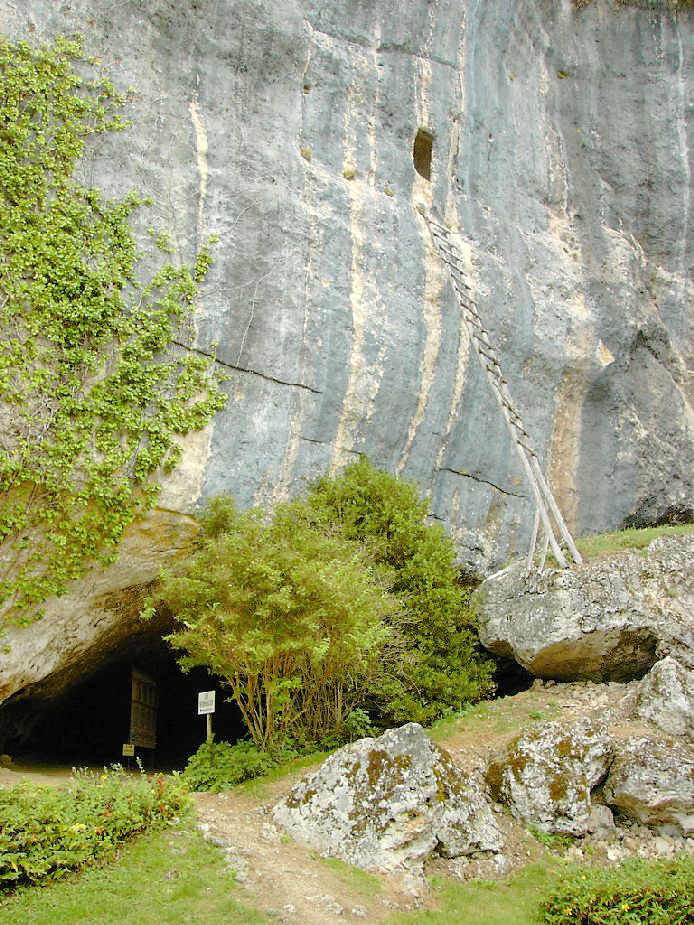
Laugerie-Basse
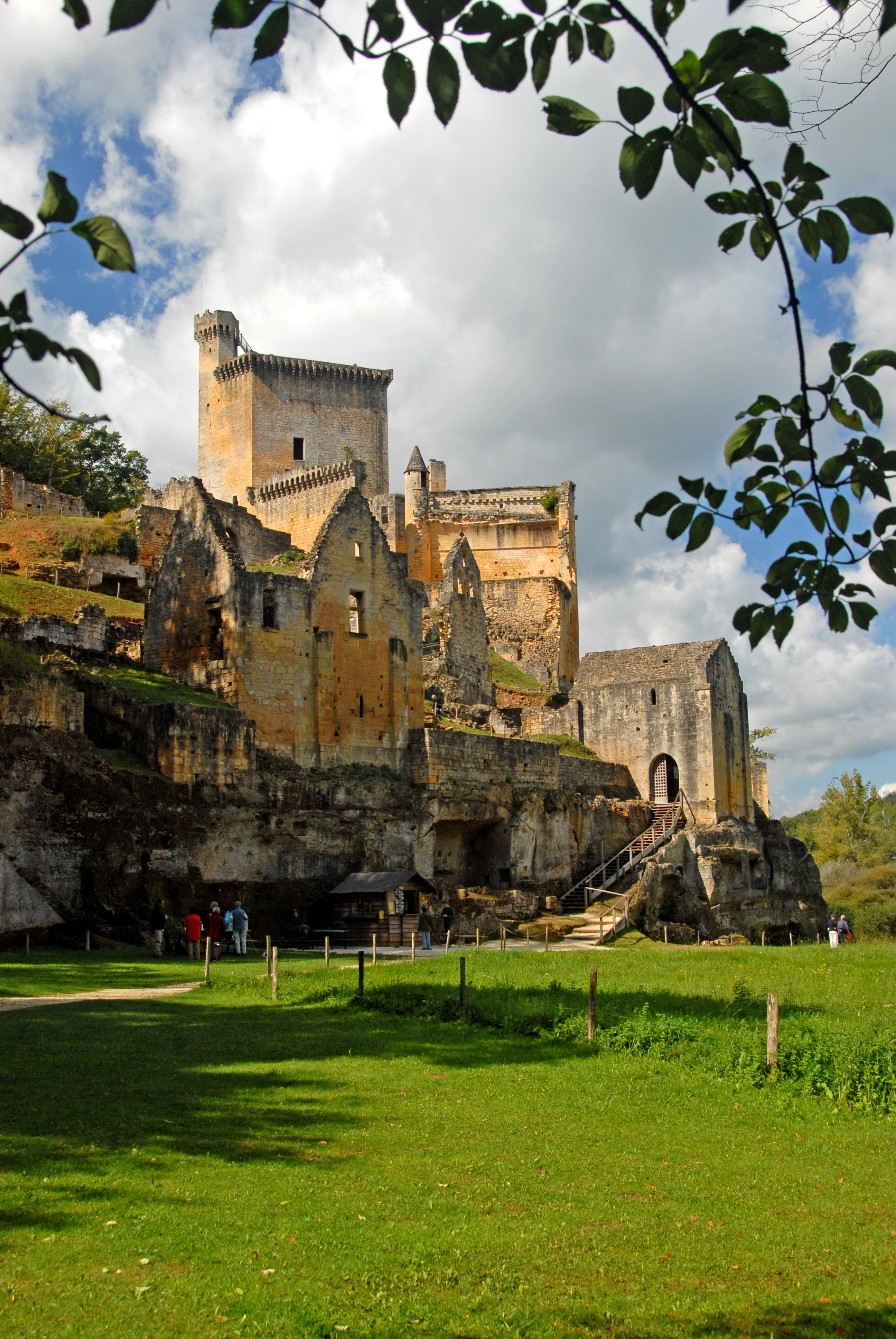
Château de Commarque
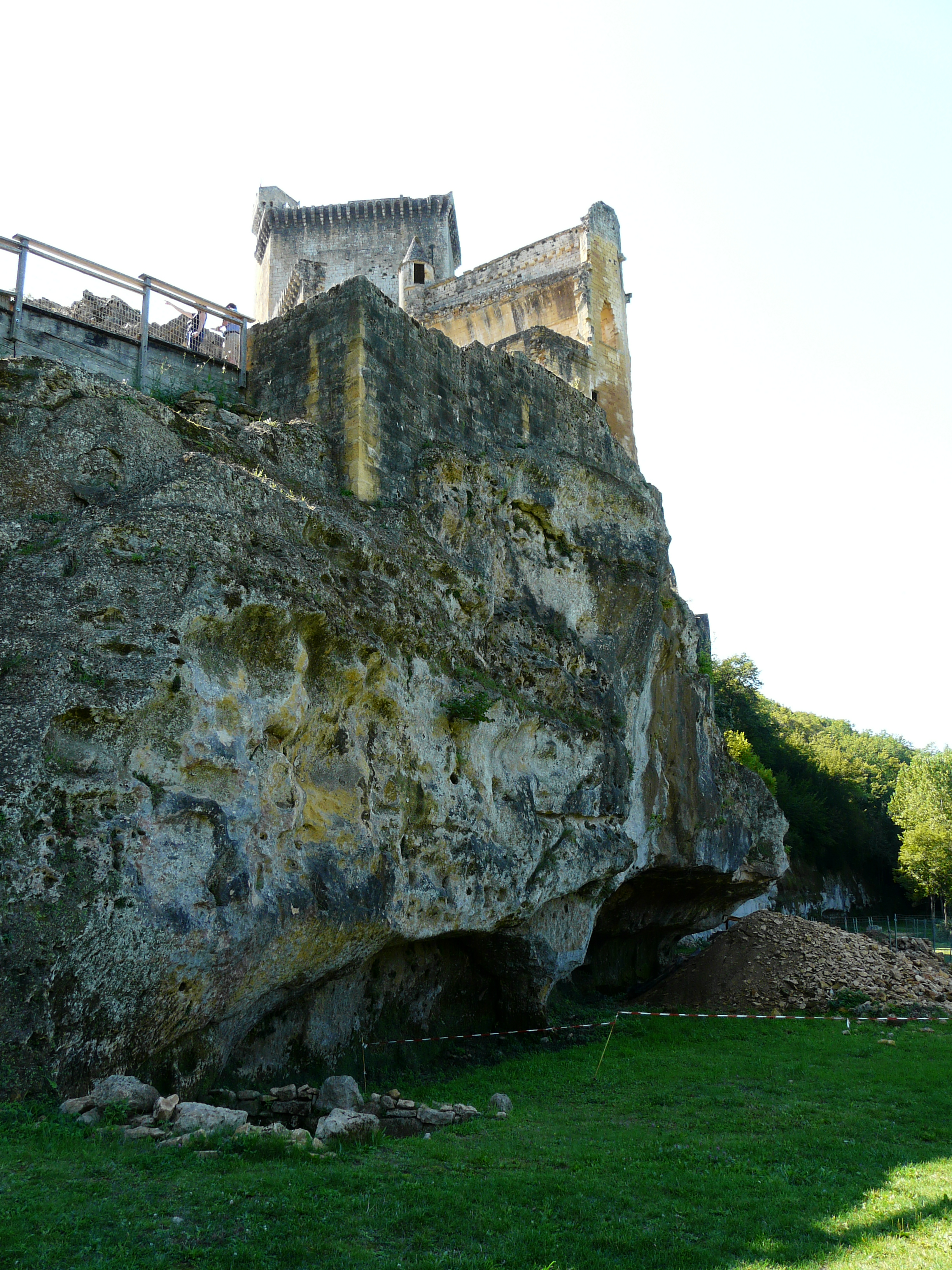
Grotte de Commarque
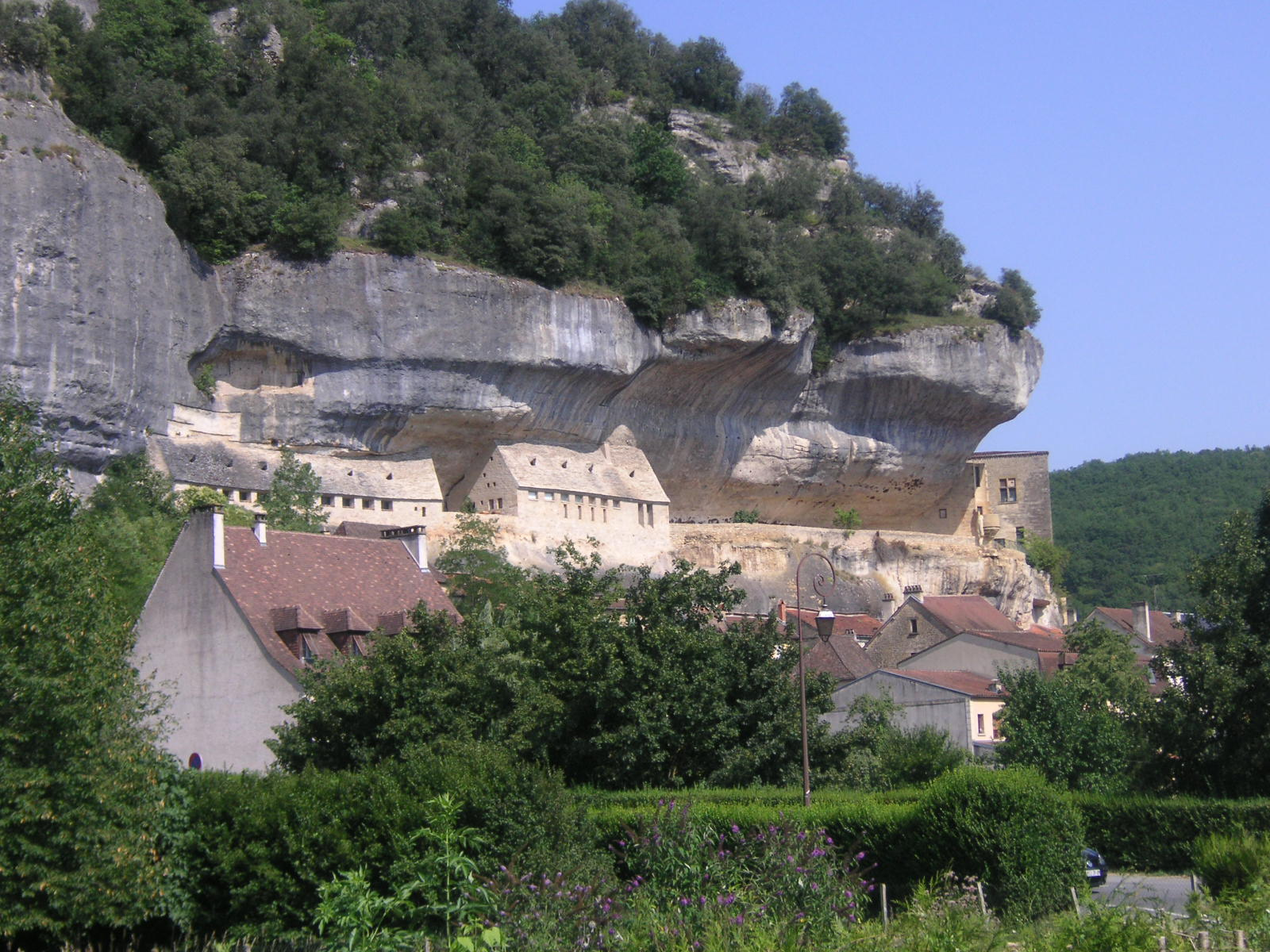
Le plateau qui domine Les Eyzies
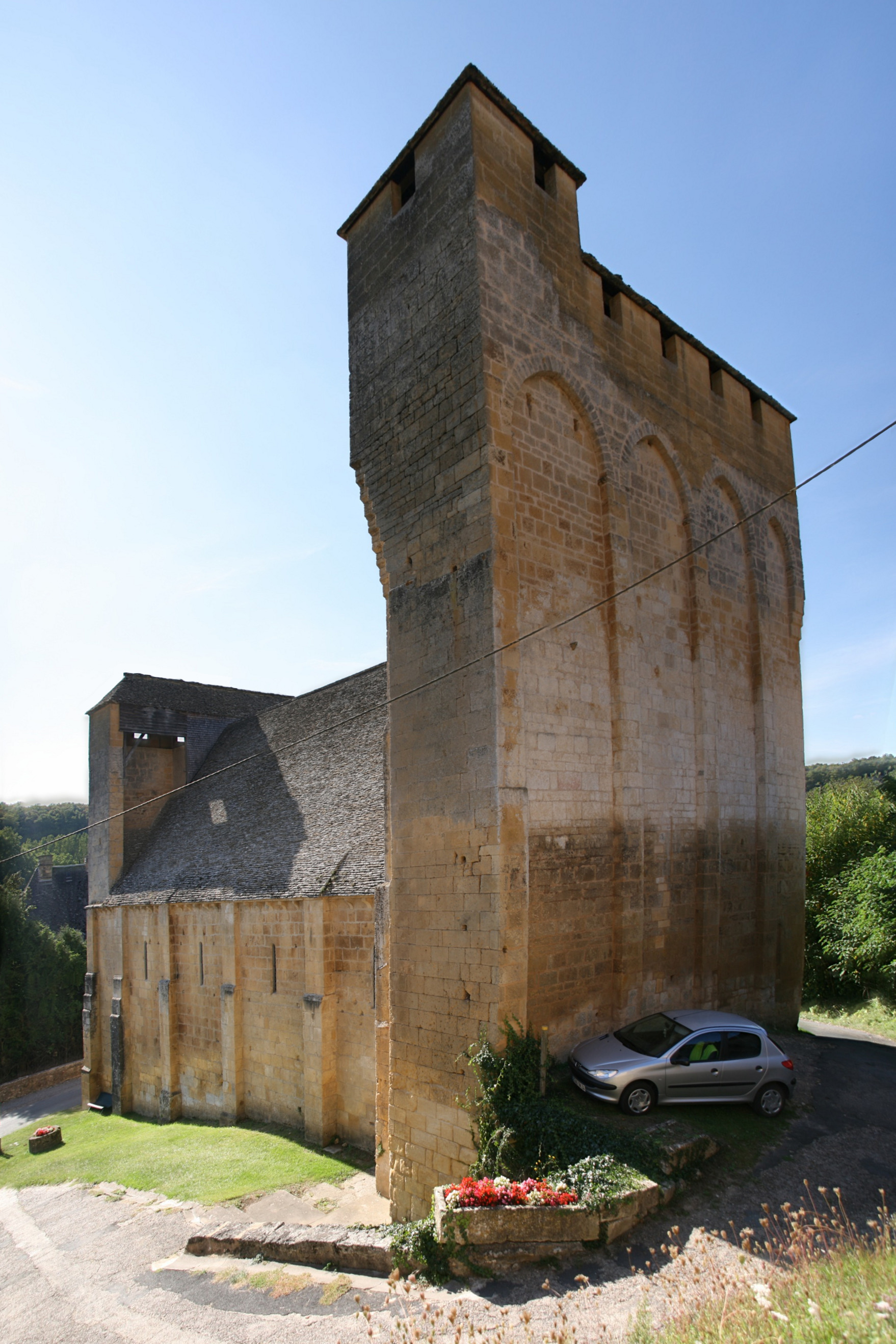
L'église-forteresse de Tayac
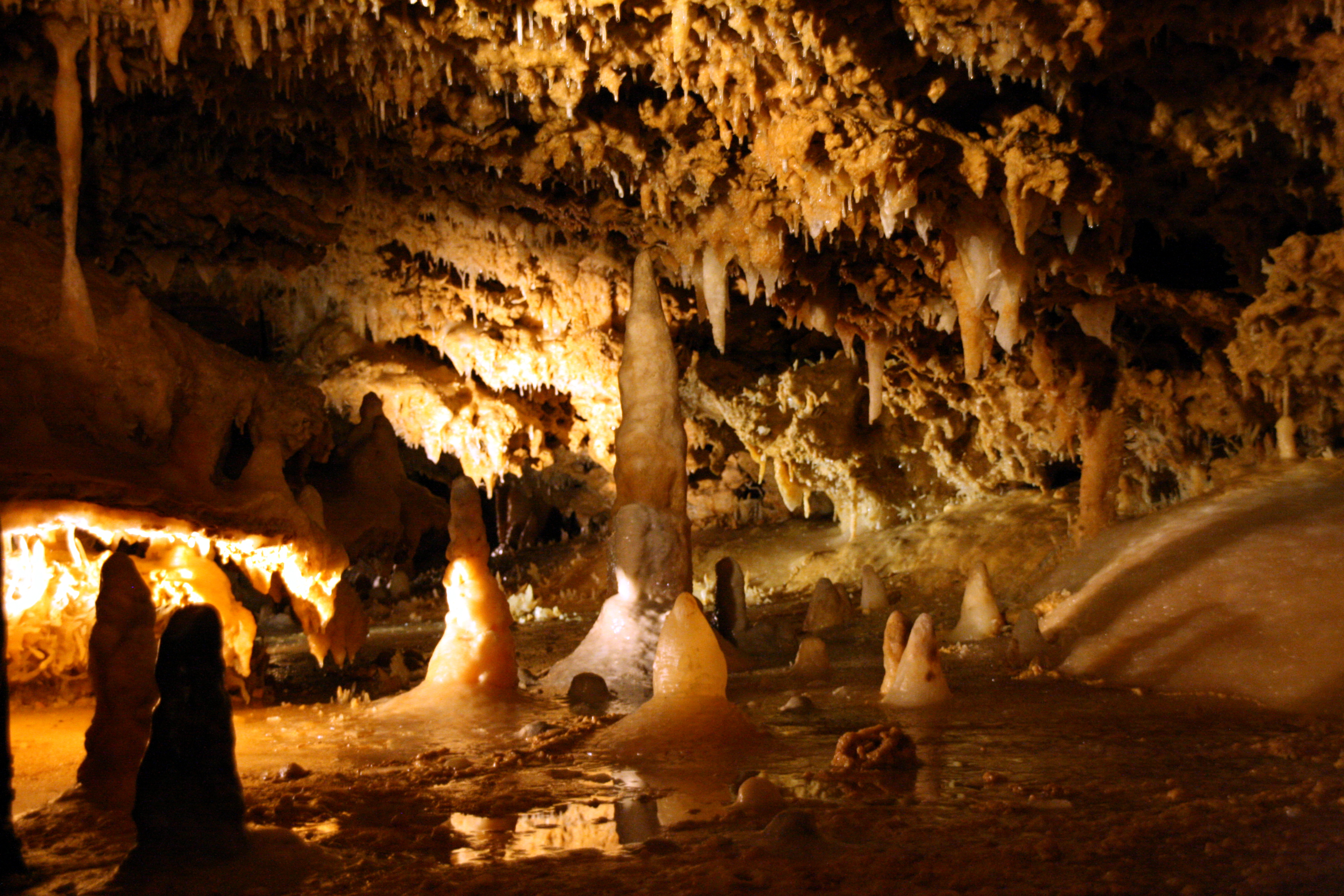
Grotte du Grand Roc
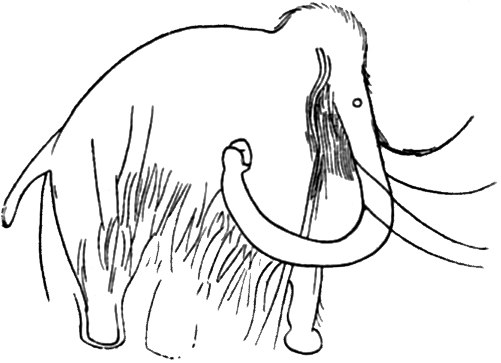
Mammouth gravé de la grotte des Combarelles
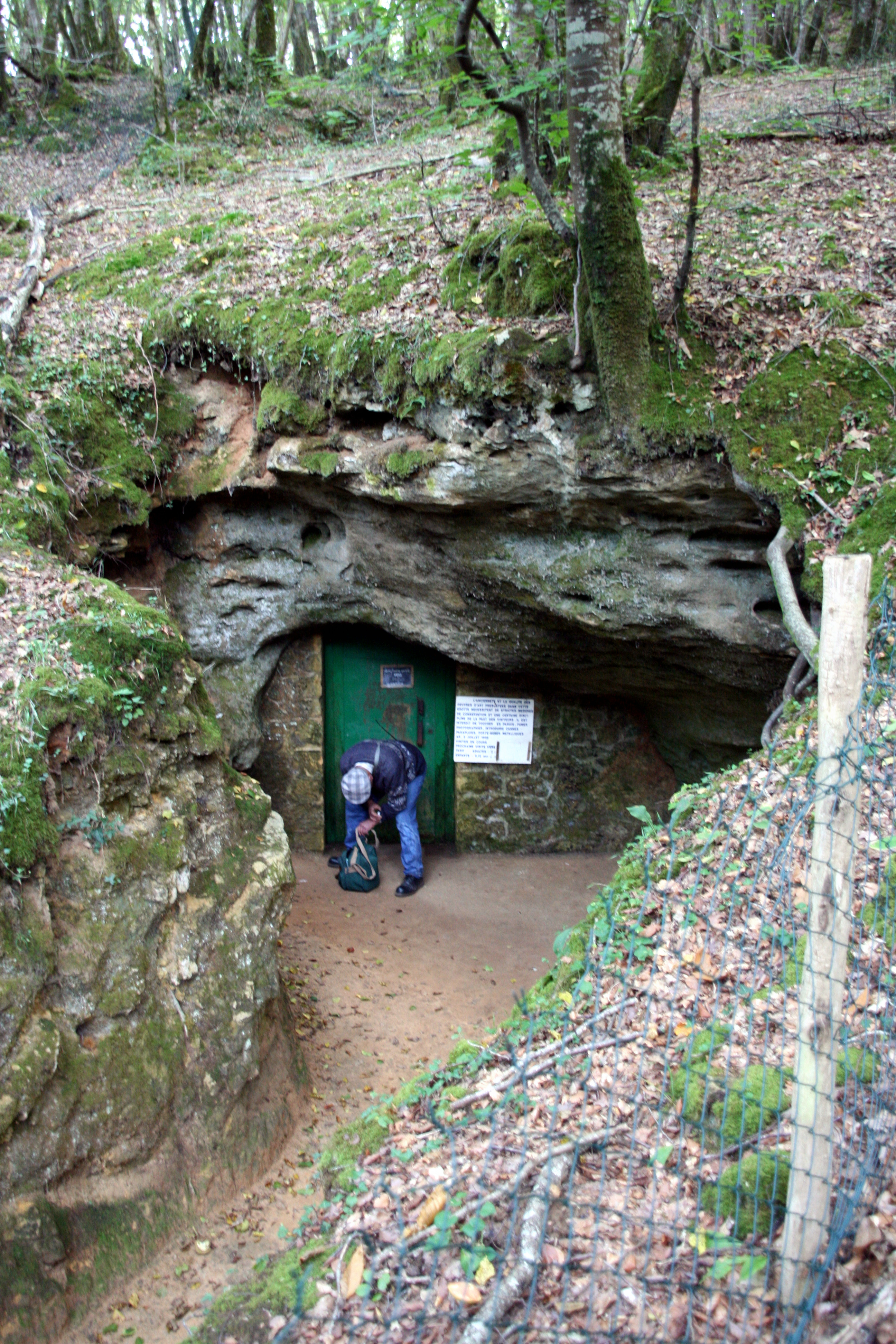
Entrée de la grotte de Bernifal